# نهاش أرجواني
نهاش أرجواني (الاسم العلمي: Lutjanus purpureus) (بالإنجليزية: Southern red snapper)‏ هو نوع من الأسماك يتبع جنس النهاش من الفصيلة النهاشية.